# Władysław III Warneńczyk

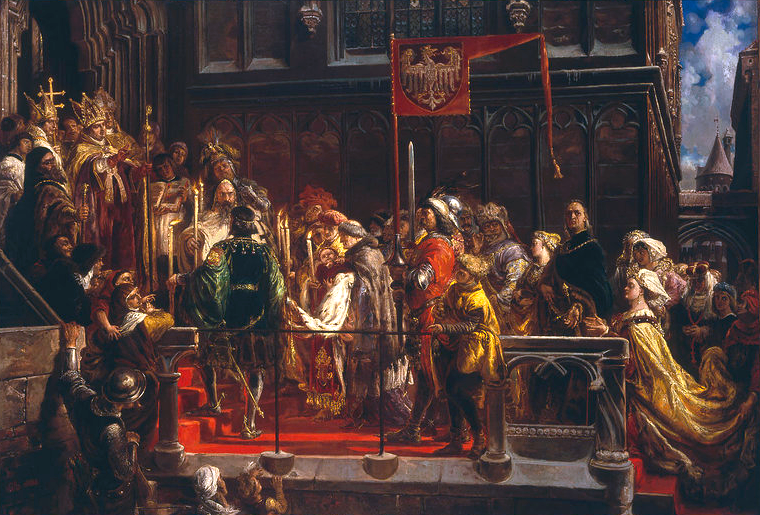
Lễ rửa tội của Władysław III tại Nhà thờ Chính tòa Wawell, Kraków năm 1435.

Władysław III Warneńczyk (sinh ngày 31 tháng 10 năm 1424 tại Cracow, mất ngày 10 tháng 11 năm 1444 gần Varna) là vua Ba Lan (1434 - 1444), vua Hungaria với hiệu Ulászló I (1440 - 1444). Ông được xem là vị vua có chiều cao lý tưởng nhất Hungaria, qua đời năm 1444 trong Trận Varna. Người kế vị ông là em trai Casimir IV Jagiellon

## Cuộc đời và lên ngôi Quốc vương
Wladyslaw là con cả của vua Władysław II Jagiełło với hoàng hậu Sophia xứ Halshany. Khi vừa sinh ra ít lâu, Wladyslaw được phong làm Thái tử kế vị. Năm 1431, Wladyslaw được cha sắp xếp để kết hôn với công nương Cillei Anna, cháu gái của Nữ hoàng Ba Lan Hedwiga. Lúc tuổi còn bé, Wladyslaw chứng kiến sự hưng thịnh của nhà nước Ba Lan thời cha ông đang trị vì, cũng như cuộc tranh giành quyền lực giữa nhà vua và giới quý tộc Ba Lan đang muôn củng cố quyền lực mới trong chính quyền.
Khi Władysław II Jagiełłon vừa băng hà, Ba Lan đã nổ ra cuộc khủng hoảng kế vị ngai vàng. Tại cuộc họp của Nghị viện năm 1434 ở Opatów, bất chấp sự phản đối của phe đối lập, phe tôn vương đứng đầu là Giám mục Ba Lan Zbigniew Oleśnicki đã quyết định tôn Thái tử Wladyslaw mới 10 tuổi lên ngôi với hiệu Wladyslaw III. Mặc dù vậy, phe đối lập đã ra sức ủng hộ chồng của công chúa Hedwig là Frederick II xứ Brandenburg kế ngôi. Họ tính rằng, khi cặp vợ chồng của Frederick sinh con trai trước Thái hậu Sophia xứ Halshany thì Frederick II xứ Brandenburg sẽ chính thức lên ngôi sau khi Wladyslaw II qua đời. Nhưng kết quả đã thất bại khi Sophia xứ Halshany sinh ra con trai Wladyslaw. Dựa vào người vợ và bà ngoại Anna, Frederick II xứ Brandenburg kêu gọi sự ủng hộ của quý tộc để thuận lợi cho việc đăng cơ vì họ lấy cớ rằng con trai của Sophia không phải là hậu duệ của triều Piast trước kia. Cái chết của bà ngoại Anna của Ba Lan, năm 1425 đã khiến Hedwig không có người thân nào ủng hộ chồng mình trong cuộc đấu tranh quyền lực với Sophia. Hedwig trở nên trầm cảm và qua đời năm 1431 với tin đồn là bị Sophia đầu độc

### Lên ngôi vua Ba Lan
Lên ngôi vào ngày 25 tháng 7 năm 1434 tại Nhà thờ Wawel khi tuổi còn rất nhỏ, Wladyslaw III cai trị với sự nhiếp chính của Giám mục Ba Lan Zbigniew Oleśnicki. Thời gian đầu trị vì của ông gặp nhiều khó khăn do sự chống đối kịch liệt của viên quý tộc thù địch, Spytko của Melsztyn. Mâu thuẫn giữa nhà vua và Spytko lên đỉnh điểm suýt chút nữa là có tranh chấp ở Kraków giữa công tước Mazovia (đồng minh của Spytko) với triều đình. Nhưng tân vương tỏ ra không bận tâm gì đến các xích mích của bọn quý tộc mà tin tưởng giao chính quyền cho Giám mục Ba Lan Zbigniew Oleśnicki, người sẽ thay mặt nhà vua thiếu niên quyết định các chính sách của quốc gia. Tháng 12 năm 1438, Wladyslaw III chính thức dăng quang ngôi Hoàng đế, nắm trọn quyền quản lý quốc gia.
Lúc Wladyslaw III vừa lên ngôi ít lâu, chiến tranh Ba Lan - Teutons (1431 - 1435) nhanh chóng chấm dứt bởi Hiệp định Brześć Kujawski.

### Lên ngôi vua Hungaria
Sau cái chết của Hoàng đế Sigismund của Thánh chế La Mã, Giám mục Ba Lan Zbigniew Oleśnicki tìm cách thương lượng với vua Hungaria Albrecht II Habsburg để đảm bảo sự kế vị của Władysław tại Hungary. Vào thời điểm đó, phe đối lập ở Hungaria - Czech không ủng hộ Albrecht II là vua Hungaria, đã đề xuất với Oleśnicki rằng Władysław sẽ lên ngôi vua Hungaria - Czech. Đức Giám mục Oleśnicki, thù địch với phong trào Hussite, đã từ chối, dẫn đến một cuộc đối đầu với phe đối lập chống lại Oleśnicki, tập trung xung quanh Thái hậu Ba Lan Sophia. Năm 1438, người Séc (Czech) do Tổng giám mục Jan of Rokycan dẫn đầu, vào tháng 4 năm 1438, đã tiến hành một cuộc bầu cử ở Kutna Hora và bầu vua Casimir Jagiellon (em trai của Wladyslaw) làm vua. Mâu thuẫn này dẫn đến cuộc chiến tranh Hungaria - Ba Lan: tháng 4/1438, quân Ba Lan tiến đánh chiếm được một số thành phố, tuy nhiên, họ phải rút lui dưới áp lực của các lực lượng Habsburg hiện hành và tự giam mình tại thành trì Hussite của Tabor, và vào tháng 11 Albrecht II đánh bại quân Ba Lan tại Żelenice.
Năm 1439, một cuộc nổi loạn khác của quý tộc diễn ra tại Nowe Miasto Korczyna do viên quý tộc thù địch, Spytko của Melsztyn cầm đầu chống lại nhà vua. Ông ta tìm cách gạt Oleśnicki ra khỏi chính quyền vì lý do viên Giám mục nắm độc quyền quốc gia. Cuộc nội chiến đã kết thúc nhờ thái độ vững chắc của Đức Giám mục Oleśnicki và thỏa thuận với Thái hậu Sophia, người đã đồng ý thỏa hiệp và rút bỏ sự ủng hộ cho Spytka. Quân đội triều đình nhanh chóng đánh bại quân phản loạn trong trận Grotniki, Spytko của Melsztyn bị thua phải bỏ chạy khi bị thương nặng, rồi chết.
Trong cùng năm đó Albrecht Habsburg qua đời. Bất chấp việc góa phụ của Albrecht đã mang thai, năm 1440 Władysław III được Quốc hội Hungary bầu lên vua Hungary với mục đích chống lại mối đe dọa trực tiếp từ Đế quốc Ottoman. Trong cùng năm đó, Władysław rời Ba Lan và đến Hungary, nơi ông lên ngôi vào ngày 17 tháng 7 tại nhà thờ ở thành phố Borgogdia. Trong thời gian nhà vua đi vắng, Ba Lan được cai trị bởi hai thống đốc đã rơi vào khủng hoảng trầm trọng.

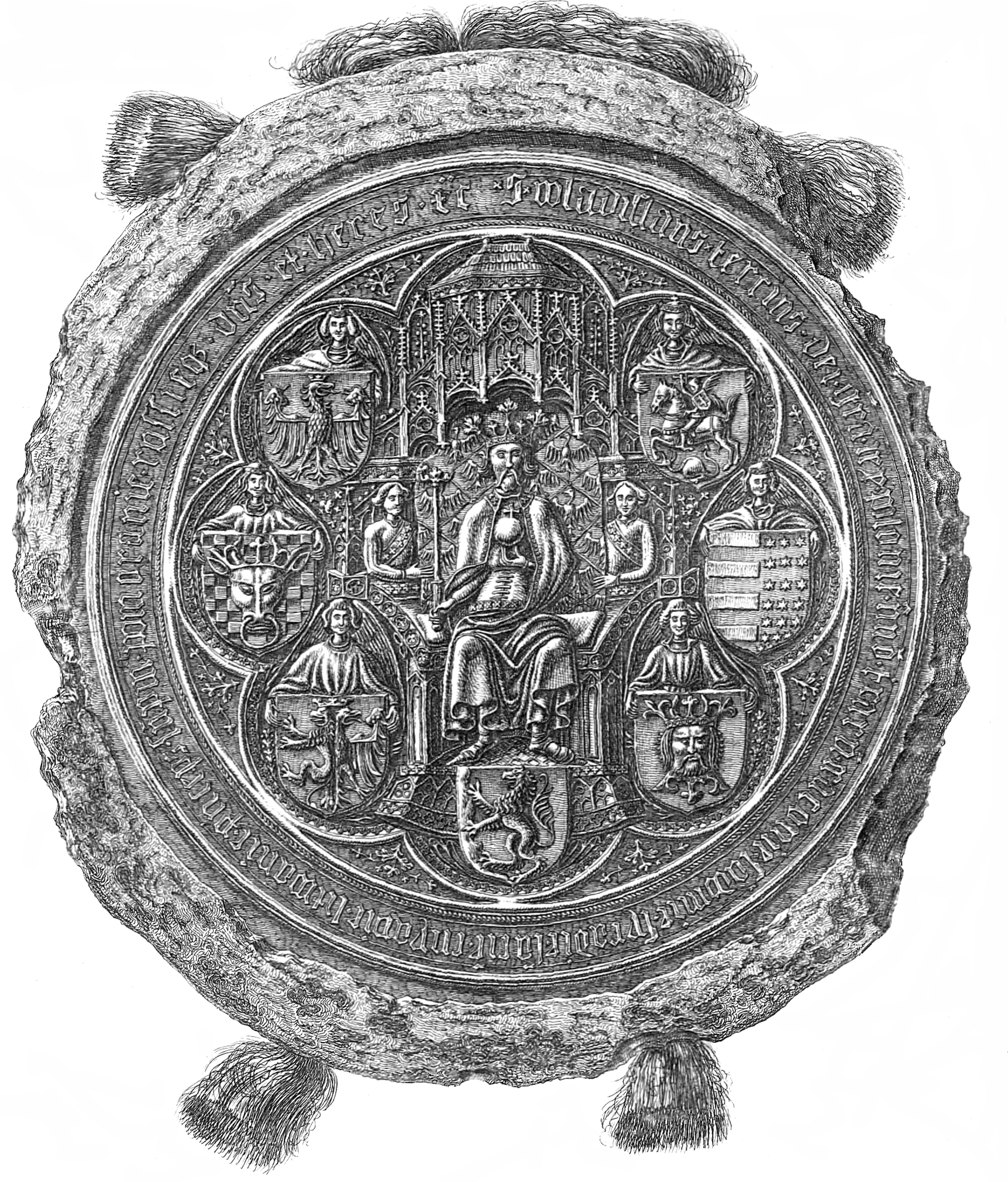
Con dấu hoàng gia của Władysław III, năm 1438.

Đến khi góa phụ của Albrecht là Elisabeth sinh ra con trai là Wladyslaw, các quý tộc phản đối nhà vua Ba Lan liền tập hợp xung quanh góa phụ của Albrecht và gây chiến với vua Ba Lan trong 2 năm. Thất trận, Elisabeth chạy sang Áo cầu cứu đạo quân 5.000 người của Jan Jiskra sang đánh Ba Lan. Tại Warsaw, vua Ba Lan Wladyslaw III liền kéo quân ra chiến đấu. Cuối năm 1440, quân Áo tiến sang Ba Lan và nhanh chóng đánh chiếm phần phía bắc và phía tây của Slovakia ngày nay, bao gồm Spisz và Bańska Bystrzyca. Quân đội Ba Lan ngay sau đó đã lập tức phản công lại, nhanh chóng đánh bại quân xâm lược Áo tại trận Bátaszék, và vào tháng 2 năm 1441 họ chiếm được Ostrzyhom. Cũng trong tháng đó, Jiskra cũng bị Ba Lan đánh tan một lần nữa tại trận Koszyce. Vào ngày 19 tháng 8, Władysław đã đạt được một thỏa thuận dàn xếp với Fryderyk Cilly và Ulrich Cilly ở Slovenia - những người ủng hộ góa phụ của Albrecht xứ Hungaria. Cuối mùa thu năm 1441, quân Áo của Jiskra cố gắng phản công lần nữa để trả thù cho thất bại ở Koszyce, sau đó nhanh chóng đánh chiếm luôn Kežmarok. Trước những tấn công vũ bão của quân xâm lược, quân Ba Lan đã giữ vững Tyrnava. Cuộc chiến kết thúc vào ngày 15 tháng 12 năm 1442 với thỏa thuận hòa bình ở Györ. Xung đột phe phái đã được Giáo hoàng Êugêniô IV hòa giải, Giáo hoàng bắt đầu hướng Wladyslaw III sang cuộc đấu tranh chống lại ảnh hưởng của Đế quốc Ottoman thời Murad II.

### Chiến tranh với Đế quốc Ottoman và qua đời
Chuẩn bị cho chiến tranh, Vua Władysław III tiến hành một cuộc chiến tranh chống lại Đế quốc Ottoman. Trận đụng độ nghiêm trọng đầu tiên diễn ra vào ngày 3 tháng 11 năm 1443, gần Aleksinac, nơi đấy Władysław đại thắng và quân địch đã phải rút chạy. Vào ngày 1 tháng 12 năm 1443, Władysław III chiếm đóng và đốt cháy kinh thành Sofia, và vào ngày 12 tháng 12, ông đã phá vỡ lực lượng Ottoman tại Zlatnica. Ít lâu sau, quân đội Ba Lan lại giành thắng lợi ở núi Kunowica (1/1444). Chiến thắng này đã dẫn đến việc hai bên ký kết thỏa thuận ngừng bắn 10 năm ở Szeged vào tháng 6/1444, trong đó Sultan Murad II phải rời Serbia và trao cho Hungary 24 pháo đài ở Danube.
Về nước, Sultan Murad II nhường ngôi cho con trai mới 12 tuổi là Mehmed II rồi lui về Manisa. Nhận thấy cơ hội, Giáo hoàng Êugêniô IV phái ngay sứ giả Giuliano Cesarini đến thuyết phục Wladyslaw III tổ chức cuộc "thập tự chinh", Venice ngay sau đó cũng hưởng ứng chiến dịch này và cử một đội hải thuyền ra ngăn chặn đường ra biển của Murad II ở cửa eo biển Dardanelles. Wladyslaw III của Ba Lan đã ngang tàng xé bỏ thỏa thuận ngừng bắn 10 năm với Ottoman về chuẩn bị gây chiến. Biết tin vua Ba Lan chuẩn bị gây chiến, Sultan Mehmed lúc đầu mời, sau phải dùng lệnh mới triệu hồi được cha mình về chỉ huy quân đội
Quân thập tự chinh thành phần hỗn tạp nhưng đều là hiệp sĩ và lính tinh nhuệ, còn Murad III tuy đông gấp đôi (60.000 so với 30.000) nhưng chỉ có chừng 15000 Janissary (cấm vệ quân) và kỵ binh Sipahi, còn lại là lính nghĩa vụ và đánh thuê. Cánh trái Thổ xông lên đầu tiên nhưng bị bắn tơi bời bởi pháo và súng tay, đành phải rút lui khỏi các trận Vidyas, Shumen và Prowadiya; và bị kỵ binh Kitô giáo bám riết. Còn ở cánh phải, giáo binh và súng tay Hungary với chiến thuật hợp lý đã đẩy lui được kỵ cung Thổ, lần này họ phản công thắng lợi do Murad III đã hết quân để chi viện. Tính đến giữa buổi chiều, thế trận vẫn cân bằng do mỗi phe đều bị đánh quỵ một cánh.

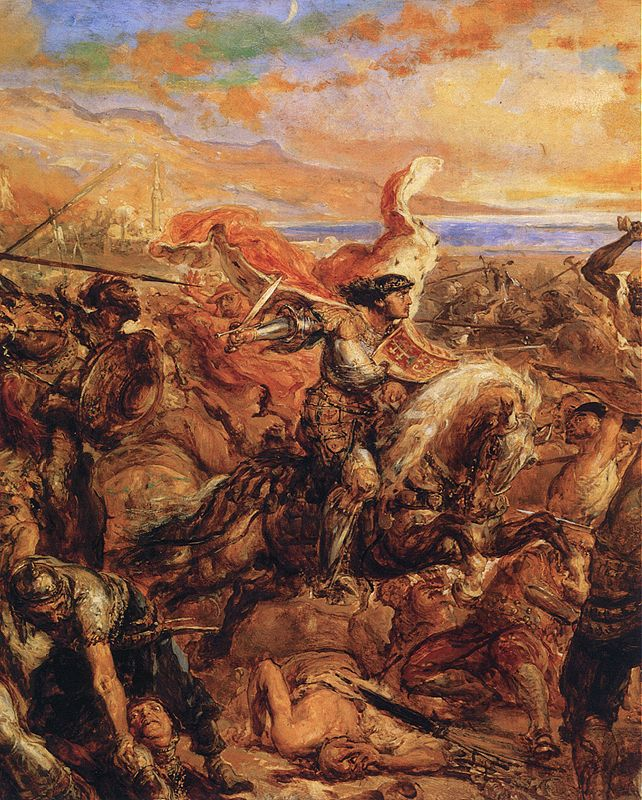
Vua Władysław III tại trận Varna, họa phẩm tưởng tượng của Jan Matejko.

Ở ngoài biển, hạm đội hải quân của Venice vì bị quân Ottoman mua chuộc nên không vào hỗ trợ giúp nhà vua Ba Lan chống quân Ottoman nữa - tình hình quân đội Ba Lan lâm vào khó khăn. Nhưng vua Wadyslaw III biết tin này nên đã cho quân rút lui và bị quân địch chặn lại tại Varna (10/11/1444). Nhận thấy lực lượng quân Ottoman ở Varna đã phân tán và Murad III chỉ có vài ngàn lính Janissary bảo vệ, Władysław III quyết định đánh vào trung tâm bằng đội cận vệ (500 người), bất chấp lời can ngăn rằng lực lượng như vậy là quá mỏng. Sau khi xuyên qua nhiều hàng lính bằng thế trận mũi tên, kỵ binh Ba Lan lao thẳng xuống cái hào được đào ngay trước lều chỉ huy. Một người lính Ottoman là Kodja Hyzyr bất ngờ nhảy xuống ngựa và chém rơi đầu Władysław III và mang nộp cho Sultan. Một báo cáo của viên thư ký của Sultan ghi lại: "janissary tên là Chodża Chyzyr đả thương ông ta tàn bạo [Władysław III] , hạ gục [Władysław III], cắt đầu ông ta và đưa chiến lợi phẩm đến Sultan. Người lính sau đó được khen ngợi, được cân nhắc và được Sultan ban thưởng nhiều vật phẩm quý giá" (Murad III giữ nó trong một cái hũ mật ong cạnh bên mình nhiều năm sau để kỷ niệm). Mất lãnh đạo, liên quân thập tự chinh mạnh ai nấy chạy, hàng ngàn người đã bị thảm sát hoặc bán làm nô lệ. Sau trận chiến, quân Ottoman mất 35.000 người và khải hoàn trở về; trong khi lãnh đạo Ba Lan thất trận và mất hơn phân nửa số quân Ba Lan - Lithuania, thân xác của Wladyslaw III không được tìm thấy.
Sau thất bại tại Varna, châu Âu không muốn tin vào cái chết của Władysław. Một sứ giả từ Venice sang thăm Istanbul và tận mắt thấy "thủ cấp" của Wladyslaw dang được Sultan lưu giữ. Nó có những lọn tóc rõ ràng, và nhà vua có mái tóc đen. Mặc dù tìm kiếm, thân xác của Wladyslaw III không được tìm thấy.   

## Qua đời và di sản
Wladyslaw III qua đời khi còn rất trẻ và không lập gia đình. Cái chết của ông đẩy đất nước rơi vào cuộc khủng hoảng quyền lực, kéo dài đến khi em trai là Casimir IV Jagiellon nắm quyền